# Szymon Bogumił Zug

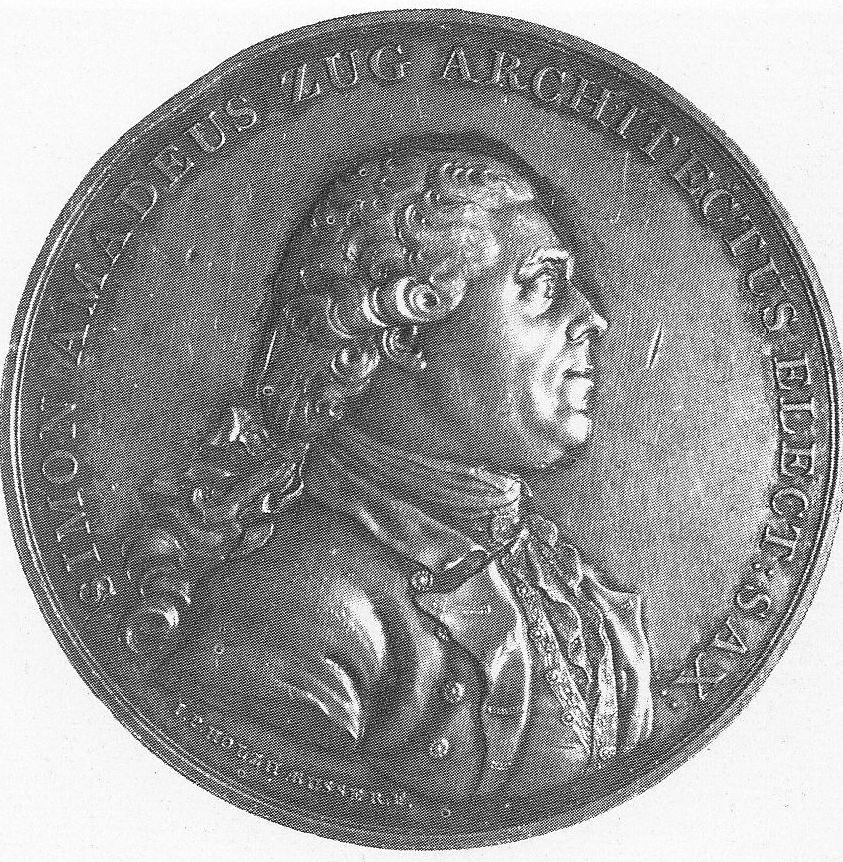
Szymon Bogumił Zug, 1781

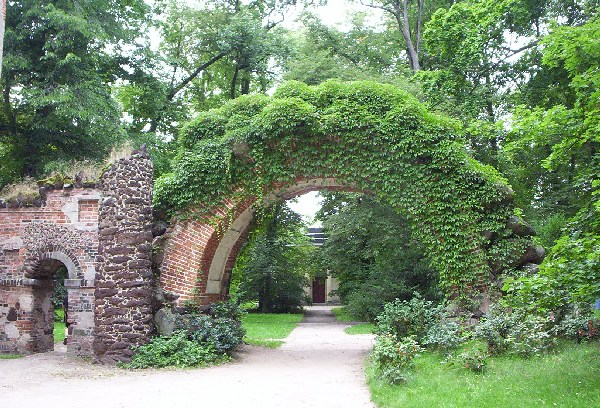
Romantisch stenen boog in de tuin van Arkadia

Szymon Bogumił Zug(k)  of Simon Gottlieb Zug (Merseburg 20 februari 1733 - Warschau 11 augustus 1807). Zugk is een Duits-Pools architect en tuinarchitect. Hij werd  geboren in het Saksische  Merseburg en was voornamelijk werkzaam in Polen-Litouwen. Als architect werkte hij vooral in de neoclassicistische stijl, als tuinarchitectect vooral in de romantische
stijl. Hij werd in 1768 geridderd. Zugk was een van de gerenommeerde en productiefste Poolse architecten van zijn tijd. Hij overleed in Warschau in 1807 en ligt begraven op de Evangelische-Augsburgsebegraafplaats die door deze architect in 1792 ontworpen is, in de wijk Wola.

## Bouwwerken en Tuinen
Bouwwerken:
- Evangelisch-Augsburgse Kerk van de Heilige Drie-eenheid (Warschau) (1777–1782), deze kerk staat ook bekend als de kerk van Zug
- Blank-Paleis in Warschau (1762–1764)
- Poniatowski's paleis (1772)
- Paleis van Natolin in de wijk:Ursynów in Warschau (1780–1782)
- Paleis van Młociny in Warschau (1786)

Tuinen:
- Tuinen van Arkadia, Een park in de Engelse tuin landschapstijl, in het dorp Arkadia, nabij Łowicz (1779)
- Wilanówpaleis, De Engelse-Chinese tuin (1784)

Gemoderniseerde bouwwerken:
- Arsenaal van Warschau
- Fuggerhuis (Warschau)

- Gemeinsame Normdatei: 142224235
- International Standard Name Identifier: 0000 0001 2018 6488
- Library of Congress Control Number: n2017070044
- Nationale Bibliotheek van Tsjechië: js2011640565
- Nationale Bibliotheek van Israël: 987009755086305171
- Nationale Bibliotheek van Polen: a0000002076074
- Union List of Artist Names: 500032326
- Virtual International Authority File: 95880618
- WorldCat: E39PBJqvRFcdFPKMVvPfQjcF8C